# Seres 5
Seres SF5 – elektryczny i hybrydowy samochód osobowy typu SUV klasy średniej produkowany pod amerykańsko-chińską marką Seres w latach 2019–2022 oraz jako Seres 5 od 2022 roku.

## Historia i opis modelu

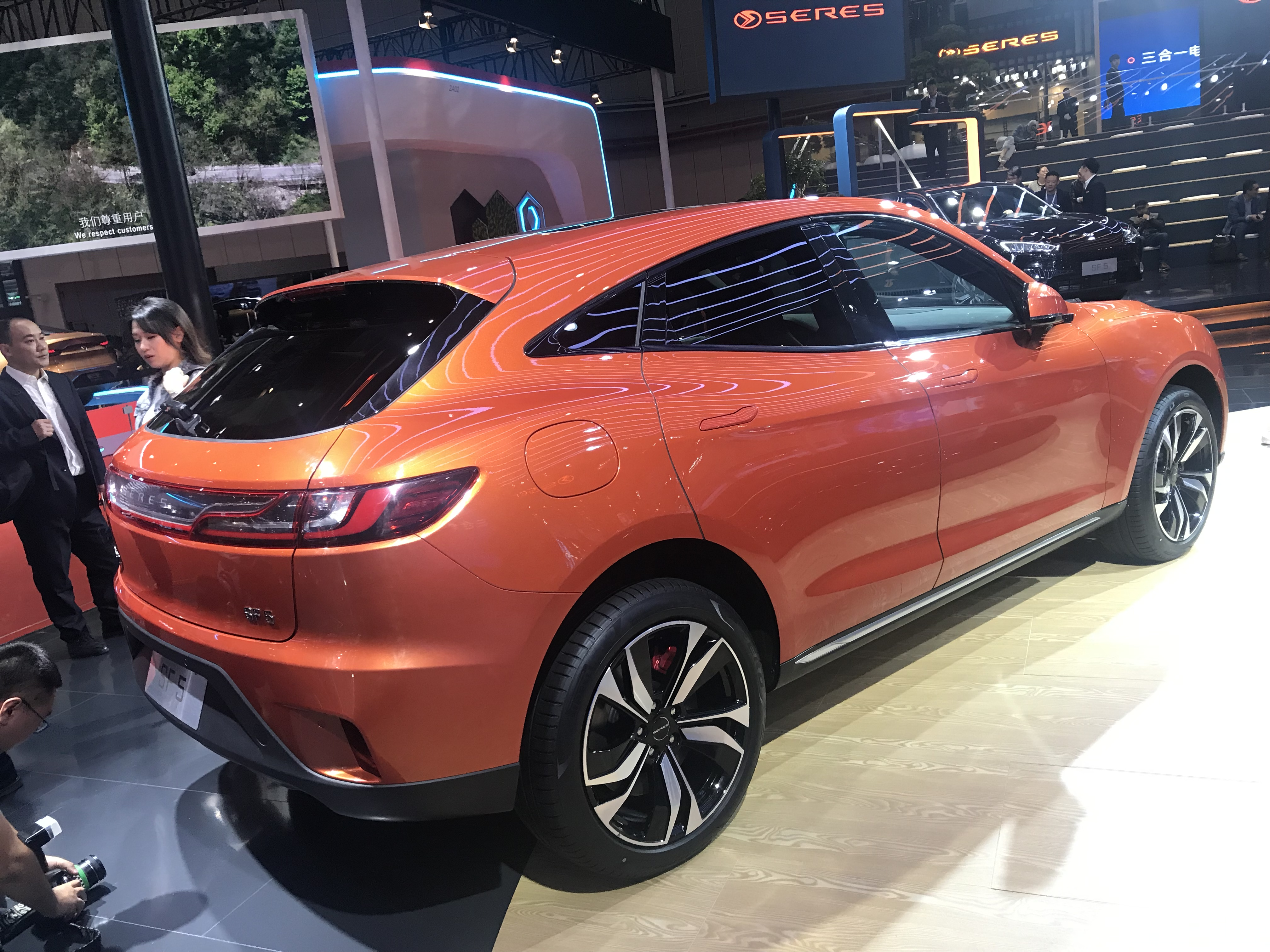
Seres SF5 – tył

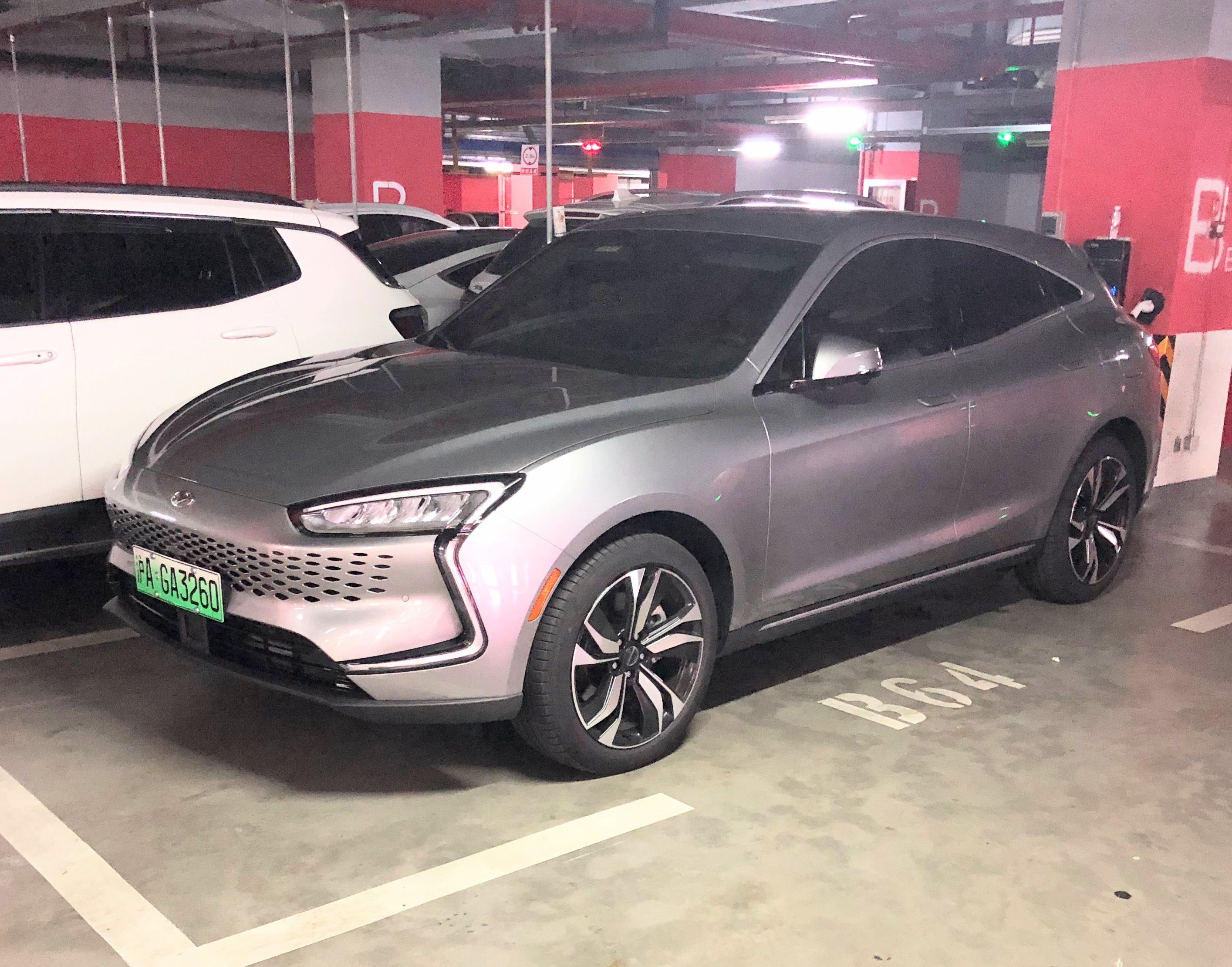
Seres SF5 by Huawei po liftingu

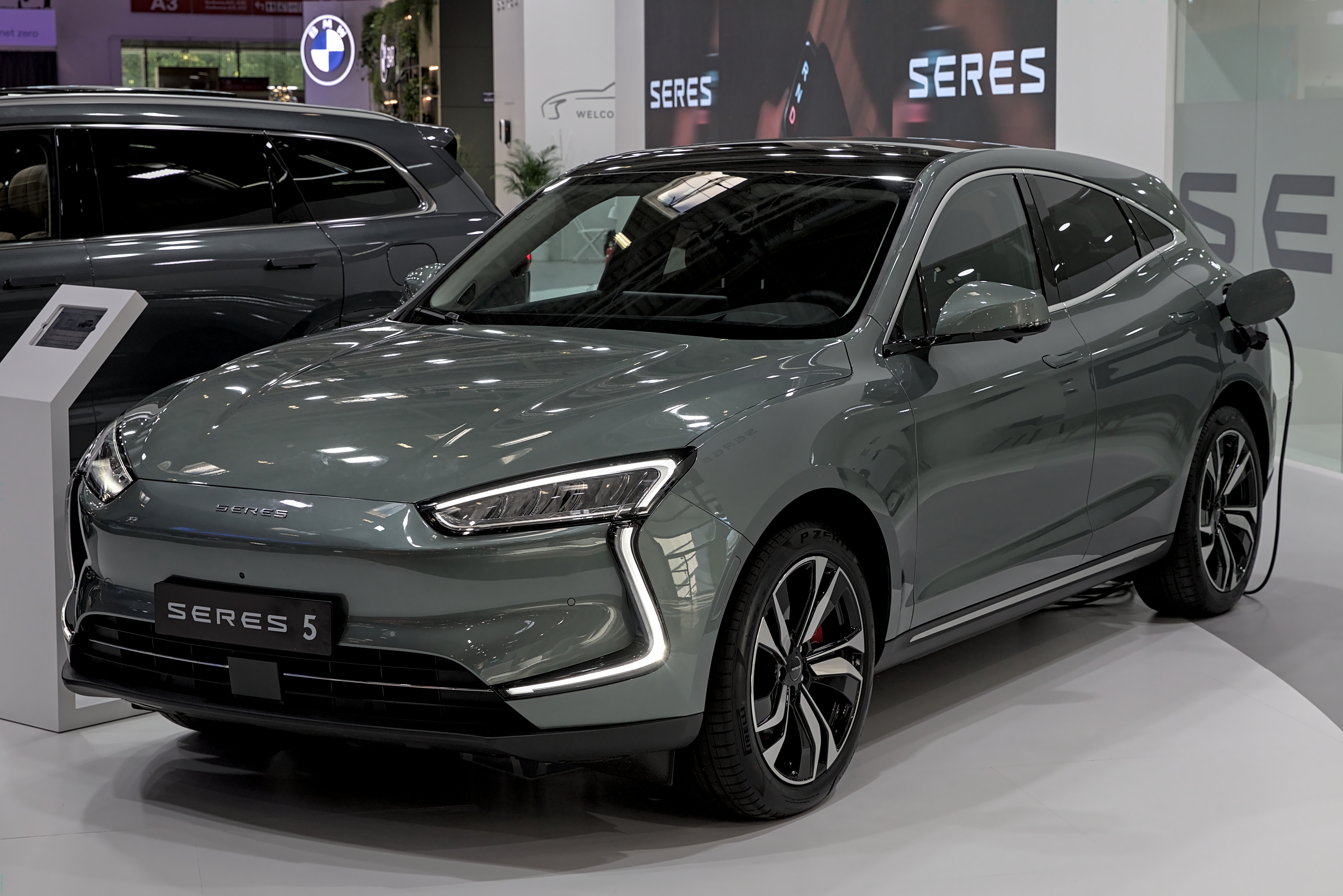
europejski Seres 5

W kwietniu 2019 roku amerykańsko-chiński startup SF Motors ogłosił zmianę nazwy na Seres, czemu towarzyszyła premiera pierwszego seryjnego pojazdu w postaci samochodu elektrycznego typu crossover.
Średniej wielkości model SF5 został utrzymany w nowoczesnym wzornictwie, które charakteryzuje się zaokrągloną bryłą z łagodnie opadającą linią dachu, chowanymi klamkami i wysoko poprowadzoną linią szyb. Pas przedni zdobią wąskie, podłużne reflektory, a także zagięte paski diod LED, z koeli tylną część nadwozia przyozdobił pojedynczy pas lamp.

### Lifting
W kwietniu 2021 roku podczas międzynarodowych targów Shanghai Auto Show Seres przedstawił zmodernizowane SF5, które opracowane zostało tym razem w ścisłej współpracy z chińskim potentatem branży elektronicznej Huawei.
Restylizacja przyniosła kosmetyczne zmiany wizualne, wzbogacając pas przedni o wlot powietrza umiejscowiony w zderzaku. Większe modyfikacje wprowadzono za to pod kątem technicznym. Samochód zyskał nowy system multimedialny i nagłośnieniowy opracowany przez elektronicznego partnera, podobnie jak dopracowane wyciszenie kabiny i 11-głośnikowy system audio. Huawei odpowiedzialny był też za zmodernizowany układ napędowy wyposażony w technologię Huawei DriveONE Three-in-One Electric Drive.

### Sprzedaż
Sprzedaż Seresa SF5 ruszyła w połowie 2019 roku na rynku chińskim, gdzie rozpoczęła się także produkcja pojazdu. Pierwotnie Seres zakładał także rozpoczęcie produkcji samochodu także w Stanach Zjednoczonych z myślą o Ameryce Północnej, jednak wycofano się z tej decyzji w lipcu 2019 roku. W 2022 samochód zniknął z rynku chińskiego na rzecz unowocześnionego Aito M5 nowej marki siostrzanego koncernu.
Poczynając od 2022 samochód pozostał produktem wyłącznie oferowanym na rynkach zewnętrznych jako Seres 5, debiutując m.in. w Brazylii i Indonezji i wyrażając chęć debiutu w Europie Zachodniej oraz Środkowej. Ponadto we wrześniu 2022 rosyjskie przedsiębiorstwo Evolute z Lipiecka przedstawiło własną odmianę Seresa SF5, której produkcję z myślą o rynku wewnętrznym rozpoczęto w 2023 roku pod nazwą Evolute i-Jet jako część szerszej gamy modelowej zapożyczonej od koncernu Dongfeng Motor. W kwietniu 2024 samochód w wersji hybrydowej trafił do sprzedaży w Rosji także pod macierzystą marką jako Seres M5.

### Dane techniczne
Seres SF5 oferowany jest zarówno w wariancie czysto elektrycznym, jak i hybrydowym, gdzie jednostka spalinowa pełni funkcję wydłużającą zasięg. Wariant na prąd oferuje 683 KM mocy, 1040 Nm maksymalnego momentu obrotowego oraz maksymalny zasięg na jednym ładowaniu do 500 kilometrów.
Po modernizacji z kwietnia 2021 roku Seres SF5 stał się na krótko w Chinach samochodem wyłącznie hybrydowym opracowanym razem z Huawei. Utworzył go 1,5-litrowy czterocylindrowy silnik benzynowy służący za tzw. range extender, z kolei napęd generowany jest przez dwa silniki elektryczne. Łącznie pojazd rozwija 551 KM i 880 Nm maksymalnego momentu obrotowego, rozwijając 100 km/h w 4,7 sekundy i 1000 kilometrów zasięgu. W trybie czysto elektrycznym pojazd osiąga ok. 180 kilometrów zasięgu.